# Herrljunga församling
Herrljunga församling var en församling i Kullings kontrakt i Skara stift. Församlingen ligger i Herrljunga kommun i Västra Götalands län. Församlingen ingick i Herrljunga pastorat.  Församlingen uppgick 2021 i Herrljungabygdens församling

## Administrativ historik
Församlingen har medeltida ursprung. År 1964 införlivades Tarsleds församling.
Församlingen var till 2010 moderförsamling i pastoratet Herrljunga, Remmene, Eggvena och Fölene som från 1962 även omfattade Bråttensby församling och till 1964 Tarsleds församling. Församlingen var mellan 2012 och 2021 moderförsamling i pastoratet Herrljunga, Herrljunga landsbygdsförsamling, Östra Gäsene, Hudene och Hov. Församlingen uppgick 2021 i Herrljungabygdens församling och utgör därefter ett eget pastorat.

## Kyrkor
- Herrljunga kyrka